# Epicypta flavohirta
Epicypta flavohirta är en tvåvingeart som först beskrevs av Senior-white 1922.  Epicypta flavohirta ingår i släktet Epicypta och familjen svampmyggor.
Artens utbredningsområde är Sri Lanka. Inga underarter finns listade i Catalogue of Life.